# لوك فيري
لوك فيري هو أستاذ فلسفة وكاتب مقالات وسياسي فرنسي، ولد في في لا جارين كولومبس  ( قسم السين ).
حاصل على الدكتوراه في العلوم السياسية (1980)، وأستاذ مبرز في الفلسفة (1975) والعلوم السياسية (1982)، وهو بالإضافة إلى ذلك: باحث مشارك في المركز الوطني للبحوث العلمية،وأستاذ جامعي. وعرف بانتقاده لحركة مايو 1968، وقد طور منذ عام 1985 فلسفة سياسية بروح ليبرالية. تبحث بشكل خاص مواضيع مثل البيئة والتكنولوجيا والأسرة و الدين.
عين من عام 2002 إلى عام 2004، في حكومتي جان بيير رافاران الأولى والثانية، وأصبح وزيرًا للشباب التربية الوطنية والبحث في عهد الرئيس شيراك،بعد ذلك تم تعيينه عضوًا في اللجنة الاستشارية الوطنية للأخلاقيات في سنة 2009 من قبل الرئيس نيكولا ساركوزي.

## سيرة ذاتية

### النشأة والتكوين
ولد لأب يعمل معدا ومصنعا للسيارات الرياضية، ومخترعا لسيارات السباق، هو بيير فيري، ومن أم ربة بيت، ولوك فيري لديه ثلاثة أشقاء (من بينهم الفيلسوف جان مارك فيري ).
أتم دراسته الثانوية في مدرسة سانت إكزوبيري الثانوية في مانت لا جولي، ثم من خلال المنزل مع CNED. ثم تابع دراساته العليا في جامعة السوربون بباريس وجامعة هايدلبرغ؛ وحصل على شهادة التبريز في الفلسفة عام 1975.

### الحياة الخاصة والعائلية

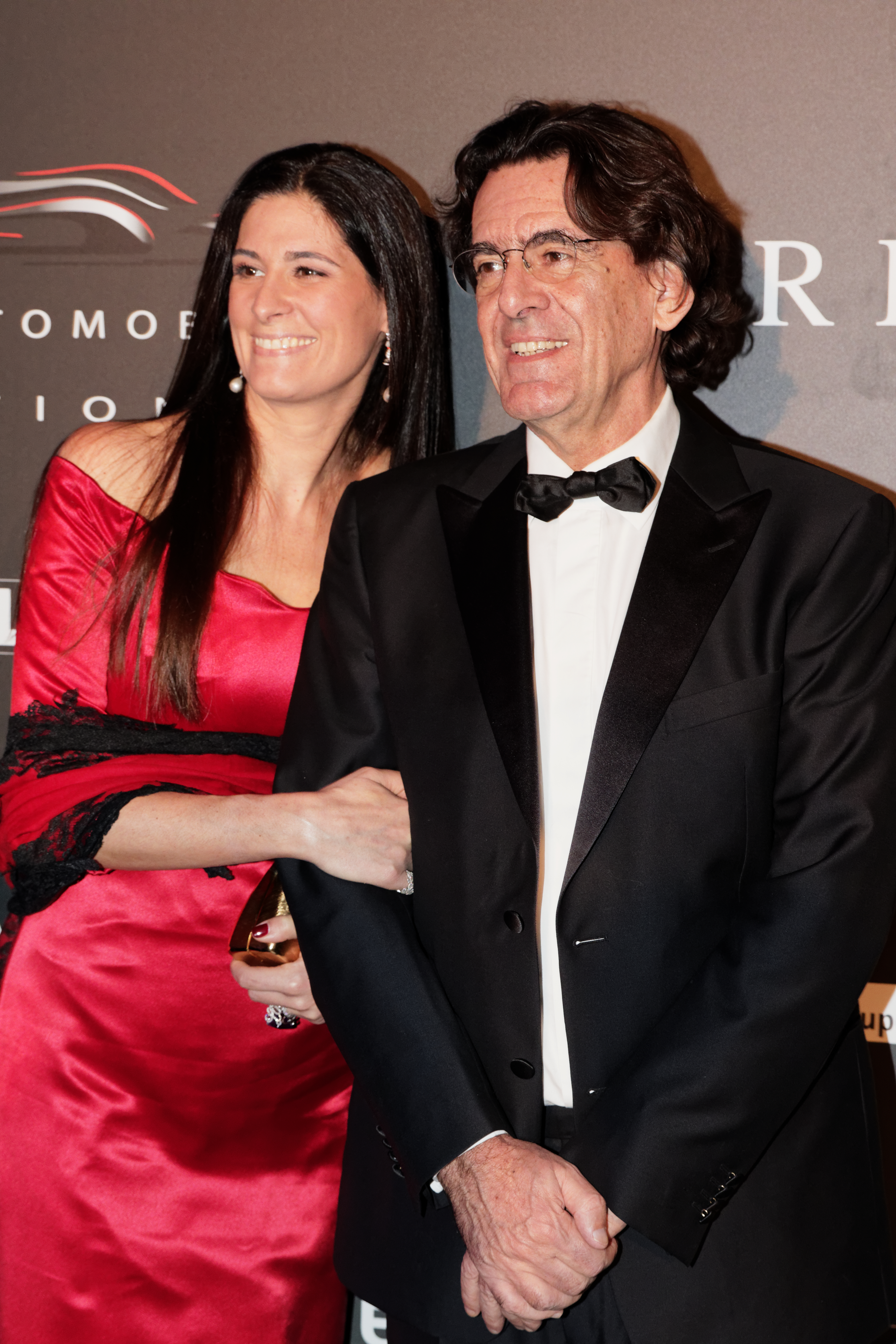
لوك فيري وماري كارولين بيك دي فوكيير في عام 2015.

كان زواج لوك فيري الأول من دومينيك مونييه في 22 أبريل1989، وتبنى معها ابنة اسمها غابرييل (ولدت عام 1991). بعد طلاقهما (نحو عام 1997)، تزوج مرة أخرى في 7 ماي 1999 من ماري كارولين بيك دي فوكيير (ولدت عام 1975)، والتي تتحالف عائلتها مع جان جاك سيرفان شرايبر. ومن هذا الزواج الثاني ولدت له ابنتان،هما: لويز (ولدت عام 1999) وكلارا (ولدت عام 2001).
وفقًا ل لوفيجارو، فإن جول فيري هو جد للوك فيري، لكن الأخير ليس سليلًا مباشرًا له. أوضح لوك فيري نفسه في قناة فرانس 5 أنه كان بالفعل على صلة قرابة بجول فيري، لكنها لا تعدو أن تكون قرابة بعيدة.
وفي عام 2002، أدى الجدل  الذي نشأ حول إرساله اثنين من أبنائه إلى مدرسة خاصة في موجة من الانتقادات له كونه وزيرا لاتربية الوطنية. ورد عن الهجوم: بأنه رغب في أن يمكن إبنيه من تعليم ديني فقط.

## الحياة المهنية والالتزامات

### أستاذ الفلسفة والعلوم السياسية
أصبح أستاذًا مبرزا للفلسفة في عام 1975  وبدأ مسيرته التعليمية في ثانوية دي ميرو Lycée des Mureaux (إيفلين). ثم تم تعيينه في مدرسة الأساتذة في أراس من عام 1977 إلى عام 1979،بعد ذلك تم وضعه رهن إشارة المركز الوطني للبحوث العلمية كباحث مشارك من عام 1980 إلى عام 1982 وأخيرًا عمل محاضرا في جامعة ريمس، ثم في المدرسة العليا للأساتذة في جامعت اريسنانتير_لاديفونس وجامعة بانتيون سوربون [ المرجع. ضروري ].وفي عام 1980 حصل على الدكتورة في العلوم السياسية من جامعة ريمس. وحصل على شهادة التبريز في العلوم السياسية عام 1982وأصبح بذلك أستاذاً جامعياً. وتم تعيينه على التوالي في معهد الدراسات السياسية في ليون من عام 1982 إلى عام 1988 ثم أستاذا للفلسفة في جامعة كاين باس نورماندي من عام 1989 إلى عام 1996 وفي جامعة باريس السابعة - دينيس ديدرو من عام 1996.[بحاجة لمصدر].
عانى لوك فيري من سمعة سيئة عام 1985 من خلال نشره مع آلان رينو كتاب: فكر 68، الذي انتقد فيه مجموعة من المفكرين برزوا بعد مايو 68.: مثل بيير بورديو، جاك لاكان، جاك دريدا وميشيل فوكو,.
أصبح كاتب عمود في صحيفة الاكسبريس L'Express  في عام 1987 ونشر النظام البيئي الجديد في عام 1992.
عينه فرانسوا بايرو وزيرا للتربية الوطنية، سنة 1994 ورئيسا للمجلس الوطني للبرامج بوزارة التربية الوطنية,، وشغل هذا المنصب حتى سنة 2002.
وفي يناير 1997 تم تعيينه في لجنة إصلاح القضاء.

### وزير الشباب والتربية الوطنية والبحث
من 7 ماي 2002 إلى 30 مارس 2004،أصبح لوك فيري وزيرًا للشباب التربية الوطنية والبحث في الولايتين الحكومتين برئاسة جان بيير رافاران.
عند وصوله إلى الحكومة، أعلن لوك فيري عن إجراءات تركز على مكافحة الأمية. من بين التدابير الأخرى التي حاول إقرارها: تقسيم بعض فصول الصف الأول إلى فصلين، وصياغة برامج جديدة في المرحلة الابتدائية تعتمد أساسا على إتقان اللغة، وفي المرحلة الإعدادية، جعل من أولوياته فيها :تقديم مسارات للاكتشاف (IDD) وإدراج التعليم التناوبي ابتداءً من الصف الرابع، وفي المرحلة  الثانوية،  عمل على تمكين  العمل الشخصي الموجه (TPE) وتجديد شهادة الدراسة المهنية CAP [ المرجع.ضروري ]
كما أعلن عن مشروع لإعادة انتشار 100،000 من الموظفين الذين لا يمارسون  التدريس  في وزارة التربية إلى الجهات المحلية (منهم: مستشارو التوجيه، الاخصائيون النفسانيون، العاملون في الدعم الاجتماعي، والأطباء ومستخدمون من  "الفنيين والعمال"). وو قد استقبلت هذه التوجهات  بكثير من الاستهجان، لأنها أثارت العديد من المخاوف بشأن زيادة التفاوت في الخدمة العامة. في مايو 2003، وامام شدة المواجهة التي لقيتها هذه  الإصلاحات، أعلن لوك فيري التخلي عن نقل الأطباء العاملين في القطاع  المدرسي والاخصائيين النفسانيين والعاملين في الدعم الاجتماعي (و تم الاكتفاء  بنقل المستخدمين من  الفنيين والعمال فقط)[بحاجة لمصدر]</link>.
في فبراير 2004، قدم لوك فيري، وفقًا لاقتراحات لجنة ستاسي، نصًا حول العلمانية في المدارس وحظر الرموز الدينية البارزة في المدارس، والذي تمت الموافقة عليه من قبل الجمعية الوطنية بأغلبية كبيرة.

### مسؤوليات أخرى

#### الوظائف العامة
لوك فيري هو الرئيس المنتدب لمجلس تحليل الجمعية، الذي تم إنشاؤه في يوليو 2004.
وفي يوليو 2007، انضم إلى لجنة التفكير حول تحديث وإعادة توازن المؤسسات التي أنشأها رئيس الجمهورية نيكولا ساركوزي.
وفي عام 2009، تم تعيينه عضوًا في اللجنة الوطنية الاستشارية للأخلاقيات من قبل نيكولا ساركوزي.

#### بالنسبة للأحزاب السياسية
في يونيو 2006، تم تكليفه من قبل رئيس حزب الاتحاد من أجل حركة شعبية بـ " مهمة تفكير» حول الزواج المثلي والأبوة المثلية، وقرر تعليق المهمة بعد بضعة أشهر.

#### في القطاع الخاص
لوك فيري هو أيضًا عضو في اللجنة المستقبلية لشركة فيفيندي يونيفرسال  وكان عضوًا سابقًا في المجلس الاقتصادي والاجتماعي والبيئي كعضو في مجموعة الشخصيات المؤهلة وعضوا في قسم العلاقات الخارجية.
كما يقدم لوك فيري محاضراته مقابل أجر، خصوصًا في رحلات الترفيهية على متن السفن السياحية. كما يشارك أيضًا في المؤتمرات أو الندوات التي تُعقد من قبل الشركات.
كما أنه عضو في نادي القرن.